# Orquestra Sinfônica de Thunder Bay
A Orquestra Sinfônica Thunder Bay é uma orquestra profissional baseada no Auditório Comunitário em Thunder Bay, Ontario, Canadá. Foi fundada em 29 de Novembro de 1960 como Orquestra Sinfônica Lakehead, estreando no auditório da Escola Lakeview. O mais recente diretor musical foi Geoffrey Moull (2000-2009).
O primeiro maestro foi Rene Charrier. Boris Brott foi o diretor musical e maestro de 1967 até 1972, Dwight Bennett de 1974 até 1989. O Coro Sinfônico Thunder Bay foi formado em 1974 para apresentar trabalhos corais, assim a orquestra tornou-se uma das mais famosas em Ontario. Até 1985 a orquestra apresentava-se no Centro de Exibições Lakehead. A orquestra mudou de residência com a construção do Auditório Comunitário, em 1985.
Glen Mossop foi o diretor musical de 1989 a 1994, Stephane Laforest de 1995 até 1999. Durante a temporada de 1995, a orquestra passou por significantes dificuldades financeiras, acumulando um déficit de aproximadamente 140 mil dólares. No verão de 1999 o déficit aumentou para 450 mil dólares.
Com a chegada de Geoffrey Moull como diretor musical em 2000 a orquestra começou a crescer. Em 2003, o Conselho Regional de Thunder Bay presentou Moull com o Prêmio Educação pela inovação com programas educativos. Em 2004 foram realizados 25 concertos e a vaga de maestro residente foi aberta (Richard Lee de 2003 a 2005, Jason Caslor de 2005 a 2007 e Stéphane Potvin desde 2008).
Em 2007 a orquestra já tinha acumulado um total de 1,5 milhão de dólares e apresentado mais de 50 concertos. A orquestra então contratou mais 30 músicos permanentes para uma temporada de 24 semanas e um adicional de 30 músicos freelancers para determinados concertos. Geoffrey Moull completou seu contrato como diretor musical em 2009. Na ocasião do seu último concerto, o Lakehead News publicou "Bravo Maestro Moull, você deixou sua marca e quem te suceder terá que trabalhar muito para fazer o mesmo". Depois que Moull deixou a orquestra passaram pela orquestra inúmeros maestros convidados, incluindo: Kirk Muspratt, Christopher Zimmerman, Gisèle Ben Dor, Alastair Willis, Scott Speck e Arthur Post.